# Đại học Kasetsart
Đại học Kasetsart (tiếng Thái: มหาวิทยาลัยเกษตรศาสตร์; RTGS: Mahawitthayalai Kasetsat), thông thường gọi là Kaset hoặc KU,  là một trường đại học công lập nghiên cứu ở Bangkok, Thái Lan. Nó là trường đại học lớn nhất ở Thái Lan và là trường đại học nông nghiệp đầu tiên tại Thái Lan cũng như là trường lâu đời nhất xếp thứ ba tại nước này. Đại học Kasetsart được thành lập vào ngày 2 tháng 2 năm 1943 để quảng bá các chuyên ngành liên quan tới khoa học nông nghiệp. Sau đó, Đại học Kasetsart đã mở rộng các ngành học liên quan đến sự sống, khoa học, kỹ thuật, xã hội, và nhân văn. Khuôn viên chính của Đại học Kasetsart nằm tại Bangkhen, phía Bắc Bangkok, với nhiều khuôn viên khác trải khắp Thái Lan.

## Lịch sử

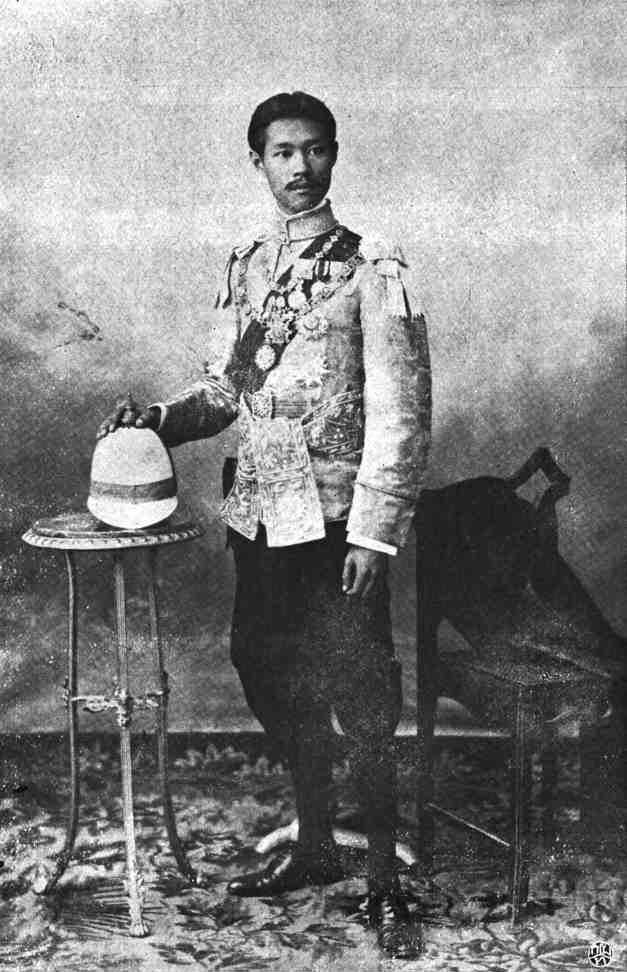
Hoàng tử Benbadhanabongse, hoàng tử của Phichai

Vào năm 1902, vua Chulalongkorn nỗ lực quảng bá tơ lụa, đồ bạc, và các ngành công nghiệp dệt quốc gia. Ông đã thuê Kametaro Toyama, đến từ Đại học Tōkyō, để đào tạo học sinh Xiêm về tơ lụa và dệt thủ công Nhật Bản. Vào năm 1904, trường học chăn nuôi tằm được thành lập tại Tambon Thung Saladaeng, Bangkok bởi hoàng tử Benbadhanabongse, giám đốc ngành chăn nuôi tằm thuộc Bộ nông nghiệp. Trường được đổi tên thành Trường nông nghiệp vào năm 1906.
Vào năm 1908, trường học của Bộ nông nghiệp được thành lập tại Cung điện Windsor đã sát nhập ba trường học, trường khảo sát (thành lập vào năm 1882), trường học Thủy lợi (thành lập vào năm 1905), và trường nông nghiệp. Chương trình giảng dạy nông nghiệp cấp đại học đầu tiên của Thái Lan bắt đầu khai giảng khóa học vào năm 1909. Tuy nhiên, chính quyền Xiêm đã sát nhập trường Bộ nông nghiệp với Cao đẳng công vụ vào năm 1913, do mục tiêu thành lập trường đáp ứng sáng kiến hoàng gia về việc thành lập trường Cao đẳng công chức của vua Vajiravudh.
Vào năm 1917, Phraya Thepsartsatit và Chaophraya Thammasakmontri của Bộ giáo dục thành lập trường tiểu học nông nghiệp đầu tiên dưới danh nghĩa Bộ nông nghiệp, tên là Trường Tiểu học Sư phạm Nông nghiệp tại Tambon Horwang. Sau đó chuyển về Tambon Phra Prathon, tỉnh Nakhon Pathom vào năm 1918.
Vào năm 1931, hoàng tử Sithiporn Kridakara và Chaophraya Thammasakmontri cùng nhau mở rộng trường trong khu vực. Tại vùng trung tâm, khuôn viên được đặt tại tỉnh Saraburi, vùng phía Bắc tại tỉnh Chiang Mai, vùng phía Đông Bắc tại tỉnh Nakhon Ratchasima, và vùng phía Nam tại tỉnh Songkhla.

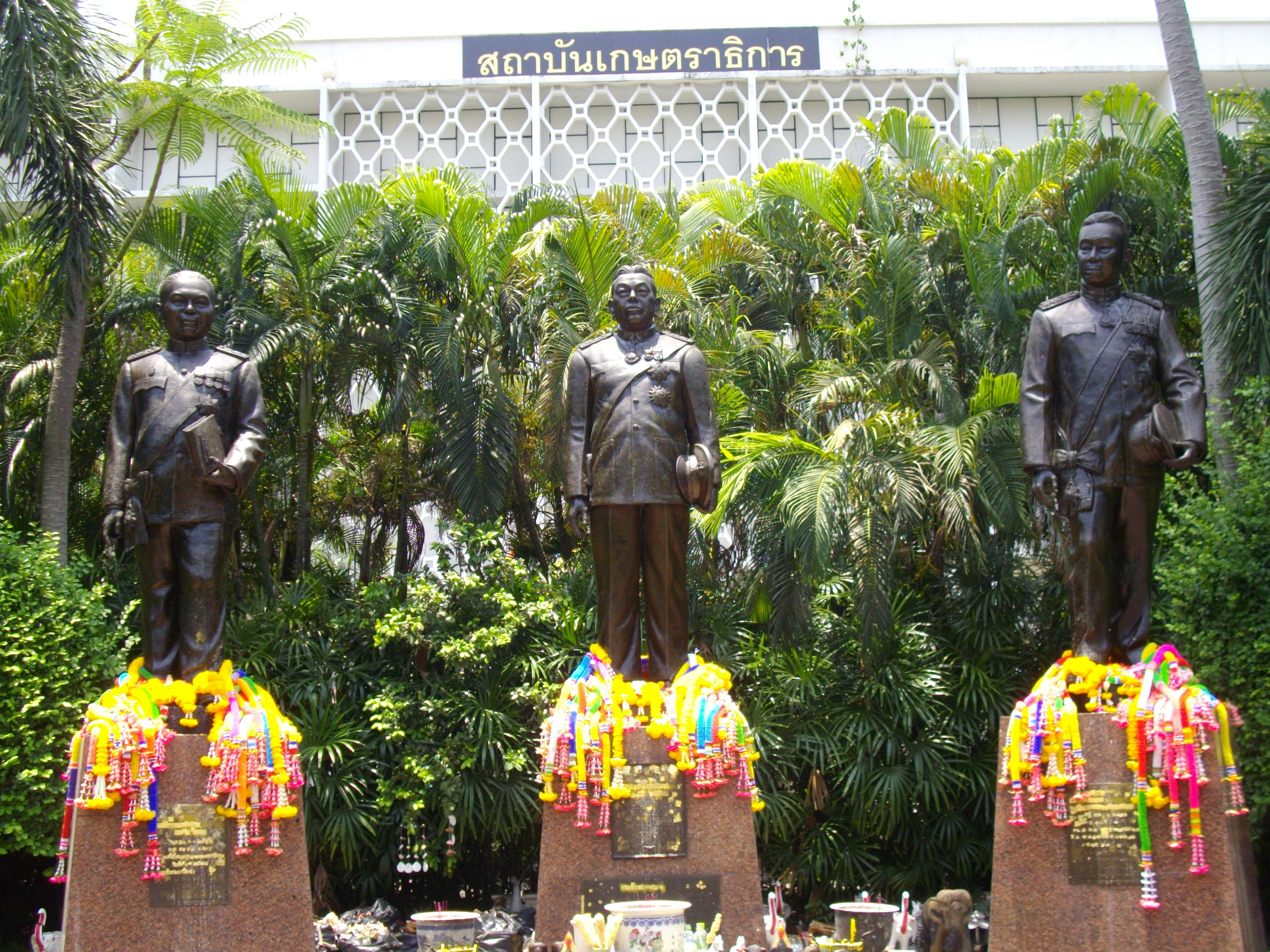
Tượng tam sư của Đại học Kasetsart

Vào năm 1935, Trường Tiểu học Sư phạm Nông nghiệp đã đóng cửa và sát nhập thoe chính sát giáo dục nông nghiệp tại thời điểm đó. Luang Ingkhasikasikan, Luang Suwan Vajokkasikij, và Phra Chuangkasetsinlapakan cùng nhau duy trì trường Mae Jo (Đại học Maejo ngày này) tại tỉnh Chiang Mai và đổi tên thành Trường Trung cấp Kỹ thuật Nông nghiệp trước khi nâng cấp lên thành Đại học Nông nghiệp, thuộc Bộ Nông nghiệp và Thủy sản.
Bộ Nông nghiệp đã thành lập trung tâm nông nghiệp hoặc "Kaset Klang", tại quận Bang Khen, Bangkok. Nó dẫn đến Đại học Nông nghiệp khuyển đến quận Bang Khen vào năm 1938 và văn phòng chính phủ tại tỉnh Chiang Mai trở thành trường Kasetsart dự bị để chuẩn bị cho học sinh dự bị đến học trước khi vào trường Đại học nông nghiệp tại Bang Khen.
Vào năm 1943, Thống chế Plaek Phibunsongkhram quảng bá Đại học Nông nghiệp và thành lập đại học Kasetsart như bộ đơn bị của Bộ nông nghiệp. Trường đại học ban đầu được chia thành 4 khoa: nông nghiệp, thủy sản, lâm nghiệp và hợp tác xã (ngày nay được chia thành Khoa Kinh tế và Khoa Quản trị Kinh doanh).
Vào năm 1966, Mom Luang Xujati Kambhu, hiệu trưởng thứ năm của Đại học Kasetsart, đánh giá khuôn viên Bang Khen quá chật hẹp và không thể hỗ trợ giáo dục để nghiên cứu nông nghiệp theo yêu cầu của kế hoạch phát triển kinh tế và xã hội quốc gia. Sau đó, Khuôn viên Kamphaeng Saen được thành lập vào ngày 12 tháng 11 năm 1979.
Đại học mở rộng thành lập khuôn viên Sriracha, Chalermphrakiat tỉnh Sakon Nakhon, Suphan Buri, Krabi và Lopburi. Trường đại học thành lập khuôn viên Si Racha vào năm 1989 và khuôn viên Chalermphrakiat tỉnh Sakon Nakhon vào ngày 15 tháng 8 năm 1996.
Vào ngày 18 tháng 7 năm 2015, Đại học Kasetsart (2015) chuyển đổi từ Đại học công lập thành Đại học Quốc gia.

## Biểu tượng

### Phra Phirun
Biểu tượng của trường đại học Kasetsart là Phra Phirun, vị thần cưỡi trên lưng Nāga được bao quanh bởi cánh sen và dòng chữ "มหาวิทยาลัยเกษตรศาสตร์ พ.ศ. ๒๔๘๖" bằng tiếng Thái và "KASETSART UNIVERSITY 1943" bằng tiếng Anh.

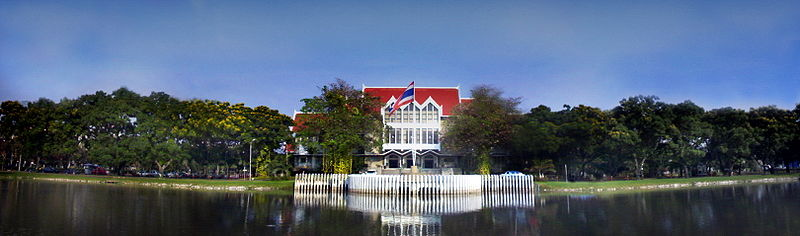
Chín cây Lim xẹt trước giảng đường KU

### Cây Lim xẹt
Cây Lim xẹt là một biểu tượng của Đại học Kasetsart từ năm 1963. Vua Bhumibol Adulyadej và Vương hậu Sirikit đã trồng chín cây Lim xẹt trước giảng đường đại học Kasetsart vào ngày 29 tháng 11 năm 1963 và trở thành ngày lịch sử của mọi người tại Đại học Kasetsart.
Cây Lim xẹt thuộc Họ Đậu. Nó là một loại cây sống lâu năm với vỏ màu nâu xám với các nhánh thẳng đứng.